# سولفيرينو (مترو باريس)
سولفيرينو (بالفرنسية: Solférino)‏ هي محطة مترو تابعة لمترو باريس تقع في فرنسا في الدائرة السابعة في باريس.[بحاجة لمصدر]